# Barco de paseo
Un barco de paseo es un barco adaptado para el disfrute y el ocio y no como elemento deportivo.

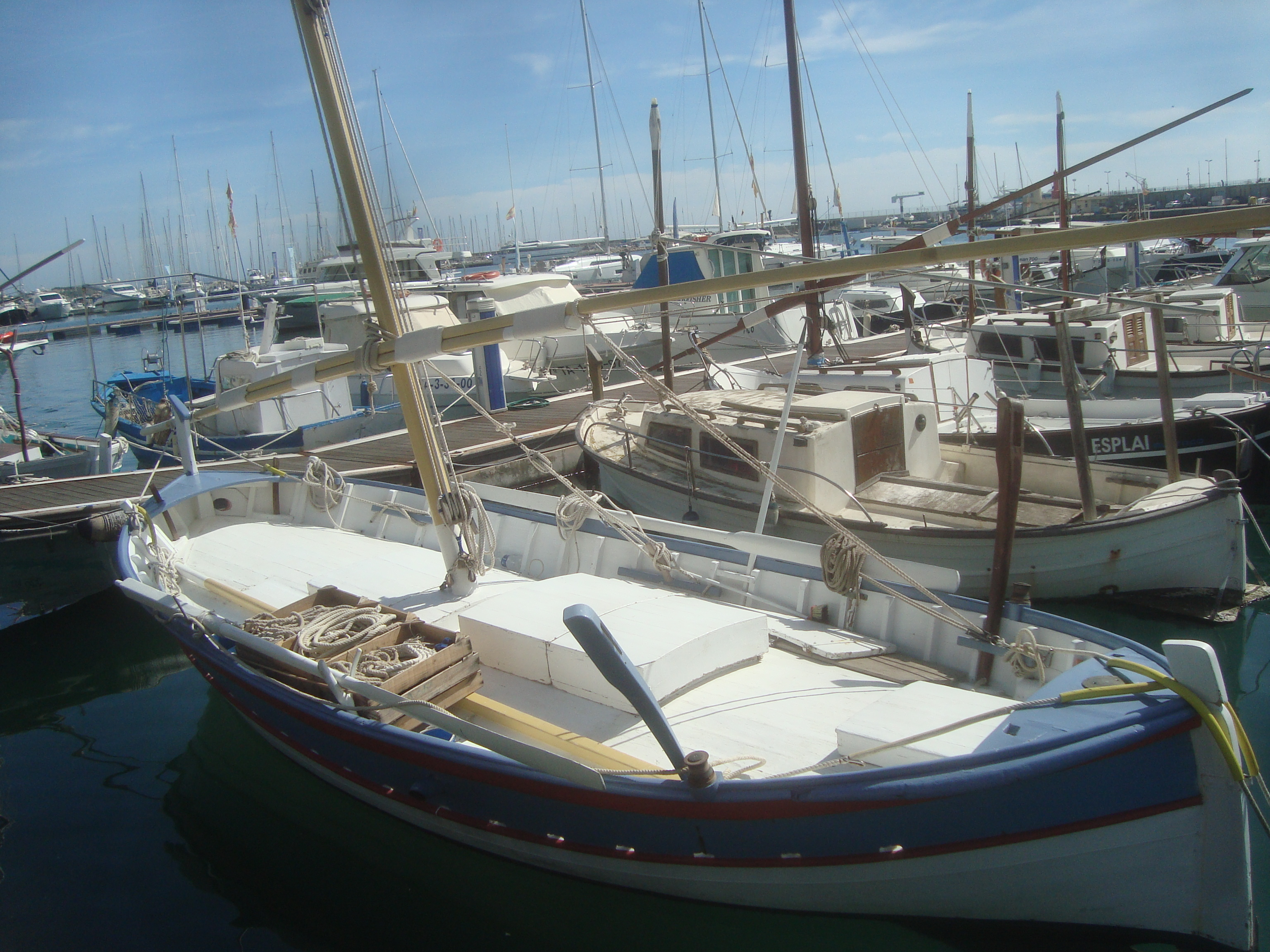
Barcas de paseo.

## Tipos
Existen varios tipos de Barcos de Paseo, las principales diferencias estriban en su forma de propulsión. 

### Vela ligera
- Embarcaciones propulsadas únicamente a vela, no cabinadas ni habitables,
- en navegaciones solamente diurnas.
- Escuelas de crucero: Son las que utilizan embarcaciones habitables cuyo elemento principal de propulsión es la vela y son aptas para todo tipo de navegación.

### Motor
Embarcaciones que utilizan propulsión exclusivamente a motor.